# Śluza Guzianka II
Śluza Guzianka II – śluza komorowa w Guziance, części Rucianego-Nidy, pomiędzy jeziorami Guzianka Mała i Bełdany. Jest operowana przez Państwowe Gospodarstwo Wodne Wody Polskie.

## Podstawowe dane
- wybudowana i uruchomiona: 2020
- różnica poziomów: ok. 2 m[2]
- długość: 50 m[2]
- minimalna głębokość 2 m[2]
- szerokość śluzy: 7,5 m[2]

## Opis
Śluza łączy główną grupę jezior mazurskich z miastem Ruciane-Nida, z Jeziorem Nidzkim oraz z mniejszymi jeziorami Guzianka Mała i Guzianka Wielka, których poziom wody jest wyższy o około 2 m od pozostałych zbiorników żeglownych w Krainie Wielkich Jezior Mazurskich. Wraz ze śluzą Guzianka I są ważnym węzłem komunikacyjnym na szlaku Wielkich Jezior Mazurskich.

## Budowa
Ze względu na duży ruch (15 tysięcy jednostek w 2019 roku, najwięcej ze wszystkich śluz w Polsce) w 2018 roku Państwowe Gospodarstwo Wodne Wody Polskie podpisało umowę na wybudowanie drugiej śluzy, w celu rozłożenia ruchu i umożliwienia remontu śluzy Guzianka I. Budowa nowej śluzy rozpoczęła się w październiku 2018 roku w miejscu dotychczasowego jazu. Budowa śluzy została zakończona 29 maja 2020 roku. Śluza została zbudowana z założeniem, że zostanie wykorzystana do śluzowania jachtów, a stara śluza zostanie przeznaczona do śluzowania statków pasażerskich Żeglugi Mazurskiej, której statki przez lata były budowane z uwzględnieniem jej wymiarów.